# 2-deidro-3-deossi-D-gluconato 5-deidrogenasi
La 2-deidro-3-deossi-D-gluconato 5-deidrogenasi è un enzima appartenente alla classe delle ossidoreduttasi, che catalizza la seguente reazione:
2-deidro-3-deossiD-gluconato + NAD+ ⇄ (4S)-4,6-diidrossi-2,5-diossoesanoato + NADH + H+
L'enzima di Pseudomonas può agire sia con NAD+ che con NADP+, mentre quello di Erwinia chrysanthemi e di Escherichia coli è più specifico per NAD.